# Aviatik B-Typen

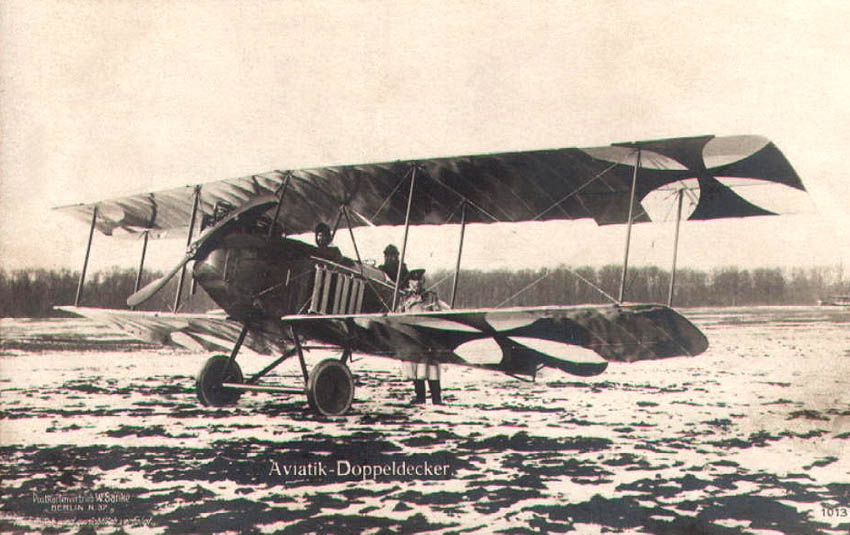
Aviatik B.I.

Die Aviatik B-Typen waren Militärflugzeuge der deutschen Fliegertruppe und der k.u.k. Luftfahrtruppen im Ersten Weltkrieg.

## Entwicklung
Robert Wild, der Konstrukteur der Automobil und Aviatik AG in Mülhausen (Elsass), entwickelte bereits 1913 vor dem Ersten Weltkrieg als Kopie eines französischen Rennflugzeugs den zweisitzigen Doppeldecker P.14, von dem 98 Stück geliefert wurden und als Aviatik B auch von der Fliegertruppe verwendet wurde.
1914 wurde die Produktion des leicht modifizierten Flugzeugs fortgesetzt. Mit seinem 100 PS-Motor wurde es als Aviatik B.I (Werksbezeichnung P.15B) klassifiziert. Da keine Waffe zu bedienen war, saß der Pilot hinten. Das Fahrwerk besaß einen Hecksporn. Auch die österreichische Tochtergesellschaft Österreichische Flugzeug Fabrik baut die B.I in Lizenz für die k.u.k. Luftfahrttruppen. Die B.I trug ihren Kühler auf der linken unteren Tragfläche, die 1915 erscheinende B.II (Werksbezeichnung P.15A) erhielt dagegen einen Seitenkühler am Rumpf, kürzere Tragflächen, ein verstärktes Seitenleitwerk und einen auf 120 PS verstärkten Motor.

## Einsatz
Der unbewaffnete „Kavalleriedoppeldecker“ B.I wurde bereits zu Kriegsbeginn 1914 an der Front eingesetzt, gefolgt von der B.II Anfang 1915. Beide Flugzeuge wurden 1915/1916 aus den Fronteinheiten abgezogen, aber noch lange weiter als Schulflugzeuge verwendet.

## Weiterentwicklung
Die B.II war auch die Basis für die Aviatik C.I, den ersten bewaffneten deutschen Zweisitzer.
Die Österreichische Aviatik entwickelte die B.I eigenständig zur B.II weiter, die in einer kleinen Serie für die österreichisch-ungarische Fliegertruppe geliefert wurde. Auch diese B.II wurde als bewaffnete Version B.III an die k.u.k. Luftfahrttruppen geliefert, wurde jedoch wegen ihrer aufgrund der Zusatzbelastung unsicheren Flugeigenschaften im Fliegerjargon als „Gondel“ bezeichnet und war bei den Besatzungen daher wenig beliebt.

## Technische Daten
|                       |                                                                         |                                   |
| Kenngröße             | B (P.14)                                                                | B.II (P.15B)                      |
| Einsatz               | 1913                                                                    | 1915                              |
| Besatzung             | 2                                                                       | 2                                 |
| Länge                 | 8,70 m                                                                  | 7,10 m                            |
| Spannweite            | 14,50 m                                                                 | 12,49 m                           |
| Höhe                  | 3,20 m                                                                  |                                   |
| Flügelfläche          | 45,0 m²                                                                 | 43,0 m²                           |
| Leermasse             | 650 kg                                                                  | 700 kg                            |
| Startmasse            | 970 kg                                                                  | 980 kg                            |
| Triebwerk             | ein wassergekühlter 6 Zyl.-Reihenmotor Mercedes D.I, 105 PS (ca. 80 kW) | Mercedes D.II, 120 PS (ca. 90 kW) |
| Höchstgeschwindigkeit | 100 km/h                                                                | 110 km/h                          |
| Steigzeit auf 800 m   | 10 min                                                                  |                                   |
| Steigzeit auf 1200 m  |                                                                         |                                   |
| praktische Gipfelhöhe |                                                                         |                                   |
| Reichweite            | 540 km                                                                  | 400 km                            |
| maximale Flugdauer    |                                                                         |                                   |
| Bewaffnung (MG)       | keine                                                                   |                                   |